# Robert Edwards
Pour les articles homonymes, voir Edwards.
Robert Geoffrey Edwards, né le 27 septembre 1925 à Leeds en Angleterre, mort le 10 avril 2013  à Cambridge, est un physiologiste britannique, lauréat du prix Nobel de physiologie ou médecine en 2010 « pour le développement de la fécondation in vitro ».

## Biographie
Après avoir complété une formation au Manchester Central High School, il a servi dans l'armée britannique. Par la suite, il a obtenu un baccalauréat en biologie à l'université de Bangor au Pays de Galles. Il a ensuite étudié à l’Institute of Animal Genetics de l'université d'Édimbourg. Il a obtenu son doctorat en 1955 et a rejoint l'université de Cambridge au Royaume-Uni en 1963.

## Apports scientifiques
Vers 1960, Edwards a commencé à étudier la fécondation humaine, il a continué sur sa lancée alors qu'il était à Cambridge, préparant son succès à venir. En 1968, il parvient à fertiliser un ovocyte humain en laboratoire et commence à collaborer avec Patrick Steptoe, un chirurgien gynécologue d'Oldham et l'infirmière et embryologiste Jean Marian Purdy. Edwards développe par la suite un milieu biologique favorisant la fertilisation ainsi que la croissance des jeunes embryons, alors que Steptoe utilise la laparoscopie pour extraire les ovocytes de patientes souffrant d'infertilité.
La naissance de Louise Brown le 25 juillet 1978 à l’Oldham General Hospital modifie le cours de l'histoire médicale : la fécondation in vitro permet aux couples infertiles de mettre au monde un enfant,.

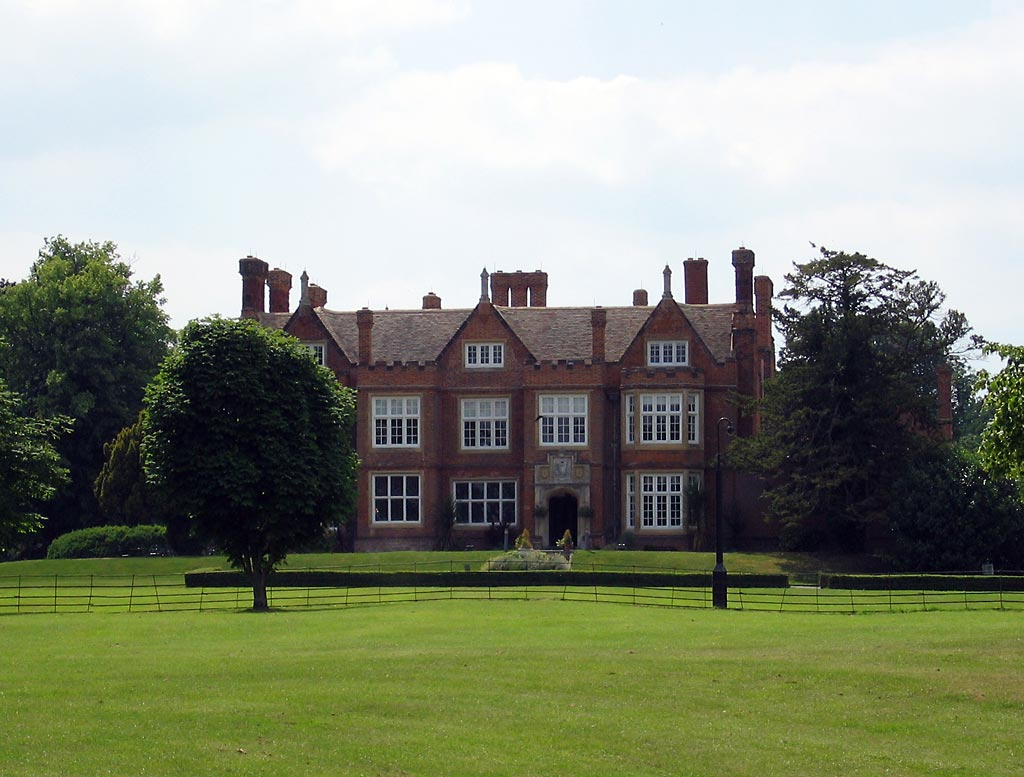
La Bourn Hall Clinic, clinique médicale fondée par Edwards et Steptoe.

Les améliorations technologiques ont permis d'augmenter le taux de réussite : en 2010, il y aurait environ 4 millions d'enfants qui seraient issus de la fécondation in vitro. Leur percée a permis des innovations, tels que l'injection intracytoplasmique de spermatozoïde, la biopsie de l'embryon et les recherches sur les cellules souches. Edwards et Steptoe ont fondé la Bourn Hall Clinic dans le but de continuer leurs recherches et de former des spécialistes. Steptoe est mort en 1988. Edwards a continué sa carrière en tant que chercheur et éditeur de revues médicales.
Edwards a également travaillé au traitement de la stérilité.

## Distinctions et récompenses
En 1984, Edwards a été élu fellow de la Royal Society.
En 2001, Edwards a reçu le prix Albert-Lasker pour la recherche médicale clinique « pour le développement de la fécondation in vitro, une percée technologique qui a révolutionné le traitement de l'infertilité humaine ».
En 2007, The Daily Telegraph a classé Edwards au 26e rang parmi les plus grands génies vivants.
En 2010, il a reçu le prix Nobel de physiologie ou médecine. La remise de ce prix a été vivement critiquée par le Vatican quant à la nature des travaux.